# Bryan Clark
Bryan Clark (født 14. marts 1964) er en tidligere amerikansk fribryder, kendt fra bl.a. WWF som Adam Bomb og WCW som Wrath og under sit rigtige navn som medlem af KroniK.

## Biografi

### World Wrestling Federation
Før WWF kæmpede Bryan Clark bl.a. for American Wrestling Association, World Championship Wrestling kort og Smokey Mountain Wrestling som The Nightstalker. Han debuterede for WWF i 1993 som Adam Bomb – en figur der havde overlevet uheldet på Three Miles Island, og nu var nødt til at bære goggles pg.a. radioaktiviteten i hans øjne. Gimmicket var utrolig grinagtigt da Adam Bomb også gik rundt og smed atommissiler af skumgummi ud til publikum. Efter et nederlag til Mabel ved King of the Ring 1995 forlod han WWF.

### World Championship Wrestling
Clarke dukkede op som Wrath i WCW og dannede tag team med Mortis. De havde en lang fejde mod Ernest Miller og Glacier. Efter fejden med dem, blev Wrath i lang tid jobber, og havde kun en enkelt fejde med Bam Bam Bigelow i 1999. I 2000 dukkede han dog op under sit eget navn, sammen med Brian Adams. De to matchede hinanden i størrelse og udseende, og kaldte sig for KroniK. Holdet fungerede som håndlangere til Vince Russo og New Blood, men de forlod New Blood da Vince Russo ikke holdt hvad han lovede dem. KroniK blev tag team mestre og fik en masse fans, da de opførte sig som oprørere. I efteråret blev de dog bad guys, da de begyndte at opføre sig som lejesvende. Mike Sanders betalte dem penge for at ende Goldbergs karriere, og de mødte ham i en Handicap kamp ved WCW Halloween Havoc men fejlede.

### World Wrestling Federation - Part II
Clarke vendte tilbage til WWF i september 2001 sammen med Brian Adams, og de gendannede nu KroniK i WWF. Steven Richards bragte dem ind for at tage hævn på The Undertaker. KroniK besejrede Kaientai uden problemer, men tabte til The Undertaker og Kane ved WWF Unforgiven 2001. KroniK blev fyret efter kampen, da de nægtede at gå i træning for at forbedre sig.